# Nuage G
Le nuage G (ou complexe du nuage G) est un nuage interstellaire situé à côté du nuage interstellaire local.
On ne sait pas si le système solaire fait partie du nuage interstellaire local ou de la région où les deux nuages sont en interaction, bien que le système solaire soit en train de se mouvoir vers le nuage G. Le nuage G contient les étoiles Alpha Centauri (un système triple), Altaïr et probablement d'autres,,,,,.